# Stäppdyngbagge
Stäppdyngbagge (Aphodius serotinus) är en skalbaggsart som först beskrevs av Georg Wolfgang Franz Panzer 1799.  Stäppdyngbagge ingår i släktet Aphodius, och familjen bladhorningar. Enligt den finländska rödlistan är arten starkt hotad i Finland. Arten har ej påträffats i Sverige. Artens livsmiljö är torra gräsmarker.